# SPIN4
SPIN4 (англ. Spindlin family member 4) – білок, який кодується однойменним геном, розташованим у людей на довгому плечі X-хромосоми. Довжина поліпептидного ланцюга білка становить 249 амінокислот, а молекулярна маса — 28 660.
| 10         |  | 20         |  | 30         |  | 40         |  | 50         |
| ---------- |  | ---------- |  | ---------- |  | ---------- |  | ---------- |
| MSPPTVPPMG |  | VDGVSAYLMK |  | KRHTHRKQRR |  | KPTFLTRRNI |  | VGCRIQHGWK |
| EGNEPVEQWK |  | GTVLEQVSVK |  | PTLYIIKYDG |  | KDSVYGLELH |  | RDKRVLALEI |
| LPERVPTPRI |  | DSRLADSLIG |  | KAVEHVFEGE |  | HGTKDEWKGM |  | VLARAPVMDT |
| WFYITYEKDP |  | VLYMYTLLDD |  | YKDGDLRIIP |  | DSNYYFPTAE |  | QEPGEVVDSL |
| VGKQVEHAKD |  | DGSKRTGIFI |  | HQVVAKPSVY |  | FIKFDDDIHI |  | YVYGLVKTP  |

A: Аланін

C: Цистеїн

D: Аспарагінова кислота

E: Глутамінова кислота

F: Фенілаланін

G: Гліцин

H: Гістидин

I: Ізолейцин

K: Лізин

L: Лейцин

M: Метіонін

N: Аспарагін

P: Пролін

Q: Глутамін

R: Аргінін

S: Серин

T: Треонін

V: Валін

W: Триптофан